# Holyoke (Massachusetts)
Holyoke – miasto w hrabstwie Hampden w stanie Massachusetts w Stanach Zjednoczonych, leżące między zachodnim brzegiem rzeki Connecticut a pasmem Mount Tom. Według spisu z 2010 r. miasto liczyło 39 880 mieszkańców. W 2019 r. szacowana populacja wynosiła 40 117. Położone 8 mil (13 km) na północ od Springfield, Holyoke jest częścią obszar metropolitalny Springfield, jednego z dwóch odrębnych obszarów metropolitalnych w Massachusetts.
Holyoke jest jednym z pierwszych planowanych miast przemysłowych w Stanach Zjednoczonych. Powstałe wraz z zaporą Holyoke, aby wykorzystać moc wodospadu Hadley, jest jednym z niewielu miast w Nowej Anglii zbudowanych na planie sieci. Pod koniec XIX wieku miasto wytwarzało około 80% papieru do pisania używanego w Stanach Zjednoczonych i było domem dla największej firmy architektonicznej w kraju oraz największych na świecie fabryk papieru, jedwabiu i wełny z alpaki. Chociaż obecnie mniej firm w Holyoke działa w branży papierniczej, nadal jest powszechnie określane „Papierowym Miastem”. Dziś w mieście znajduje się wiele wyspecjalizowanych firm produkcyjnych, a także Massachusetts Green High Performance Computing Center, międzyuczelniany ośrodek badawczy otwarty w 2012 roku. Holyoke jest także siedzibą Galerii Sław Siatkówki i jest znane jako „Miejsce Narodzin Siatkówki”, ponieważ ten popularny w wielu krajach sport olimpijski został wymyślony i po raz pierwszy rozegrany w lokalnym oddziale YMCA przez William G. Morgan w 1895 roku.
Zarządzając kanałem testowym Holyoke w latach 80. XIX wieku, inżynier hydraulik Clemens Herschel wynalazł miernik Venturiego, aby określić zużycie wody przez poszczególne młyny w systemie kanałów Holyoke. To urządzenie będące pierwszym dokładnym środkiem pomiaru przepływów na dużą skalę, jest obecnie szeroko stosowane w wielu projektach inżynieryjnych, m.in. w wodociągach, gaźnikach i oprzyrządowaniu lotniczym. Zasilane przez te kanały należące do gminy, Holyoke ma jedną z najniższych stawek energii w krajach Wspólnoty Massachusetts. W 2016 r. od 85% do 90% energii miasta było neutralne pod względem emisji dwutlenku węgla, a cel administracyjny zakłada osiągnięcie w przyszłości poziomu 100%.

## Historia
Pierwsi Polacy osiedlili się w Holyoke pod koniec lat 80. XIX wieku, i do roku 1895 społeczność ta rozrosła się do 300 mieszkańców, z których wielu pracowało w fabrykach tekstylnych Lyman. W 1923 r. powstała polskojęzyczna gazeta Gwiazda, która publikowała lokalne i ogólnokrajowe wiadomości przez 3 dekady, aż do zamknięcia w 1953 r. Muzyka polka była popularna w Holyoke, a także w okolicznych miejscowościach w Dolinie Pionierów przez cały XX wiek. Jednym z wybitnych muzyków w mieście był Larry Chesky, grający ze swoją orkiestrą, który przez dziesięciolecia regularnie gościł w Mountain Park, a później został przyjęty do Międzynarodowa Galeria Sław Polki w Chicago za rozwój i promocję stylu polki zwanego „Wielkim Zespołem” lub „Wschodnim Wybrzeżem”.
W 1939 roku Prospect Park został przemianowany na Pulaski Park na cześć Kazimierza Pułaskiego, polskiego dowódcy rewolucji amerykańskiej, a pod koniec XX wieku, jeden z rodowitych mieszkańców miasta, historyk Edward Pinkowski, odkrył miejsce pochówku Pułaskiego w Savannah w stanie Georgia. Z powodu dezindustrializacji, społeczność zmniejszyła się, ponieważ wielu ludzi przeniosło się do Granby, Hadley i Northampton. Jeden z ostatnich śladów polskiej społeczności, kościół Matki Bożej Bolesnej, został zamknięty w 2011 roku, kiedy diecezja ogłosiła, że jego wieża jest zagrożona zawaleniem się. Mimo protestów, dążenia do stworzenia zabytkowej dzielnicy i propozycji sprzedaży kościoła miastu, świątynia została zburzona w grudniu 2018 roku, a ostatnią zniszczoną jej częścią była jej wieża. Dziś polska społeczność nadal jest obecna w Holyoke i rejonie Greater Springfield i wiele jej historycznych i kulturowych artefaktów można znaleźć w Polskim Centrum Odkryć i Nauki w sąsiednim Chicopee.

## Religia
- Parafia Matki Bożej Bolesnej

## Wydarzenia
- Parada św. Patryka

W Holyoke odbywa się co roku druga co do wielkości Saint Patrick's Day Parade w kraju.